# Les Châtelliers-Châteaumur
Les Châtelliers-Châteaumur war eine französische Gemeinde mit zuletzt 716 Einwohnern (Stand 1. Januar 2013) im Département Vendée in der Region Pays de la Loire; sie gehört zum Arrondissement Fontenay-le-Comte und zum Kanton Pouzauges. Les Châtelliers-Châteaumur ist eine Commune Déléguée in der Gemeinde Sèvremont.
Die Gemeinde entstand 1827 aus der Zusammenlegung der Gemeinden Les Châtelliers und Châteaumur. Sie wurde am 1. Januar 2016 mit La Flocellière, La Pommeraie-sur-Sèvre und Saint-Michel-Mont-Mercure zur neuen Gemeinde Sèvremont zusammengeschlossen.

## Bevölkerungsentwicklung
| Jahr      | 1962 | 1968 | 1975 | 1982 | 1990 | 1999 | 2008 |
| Einwohner | 772  | 714  | 645  | 647  | 686  | 683  | 717  |

## Sehenswürdigkeiten

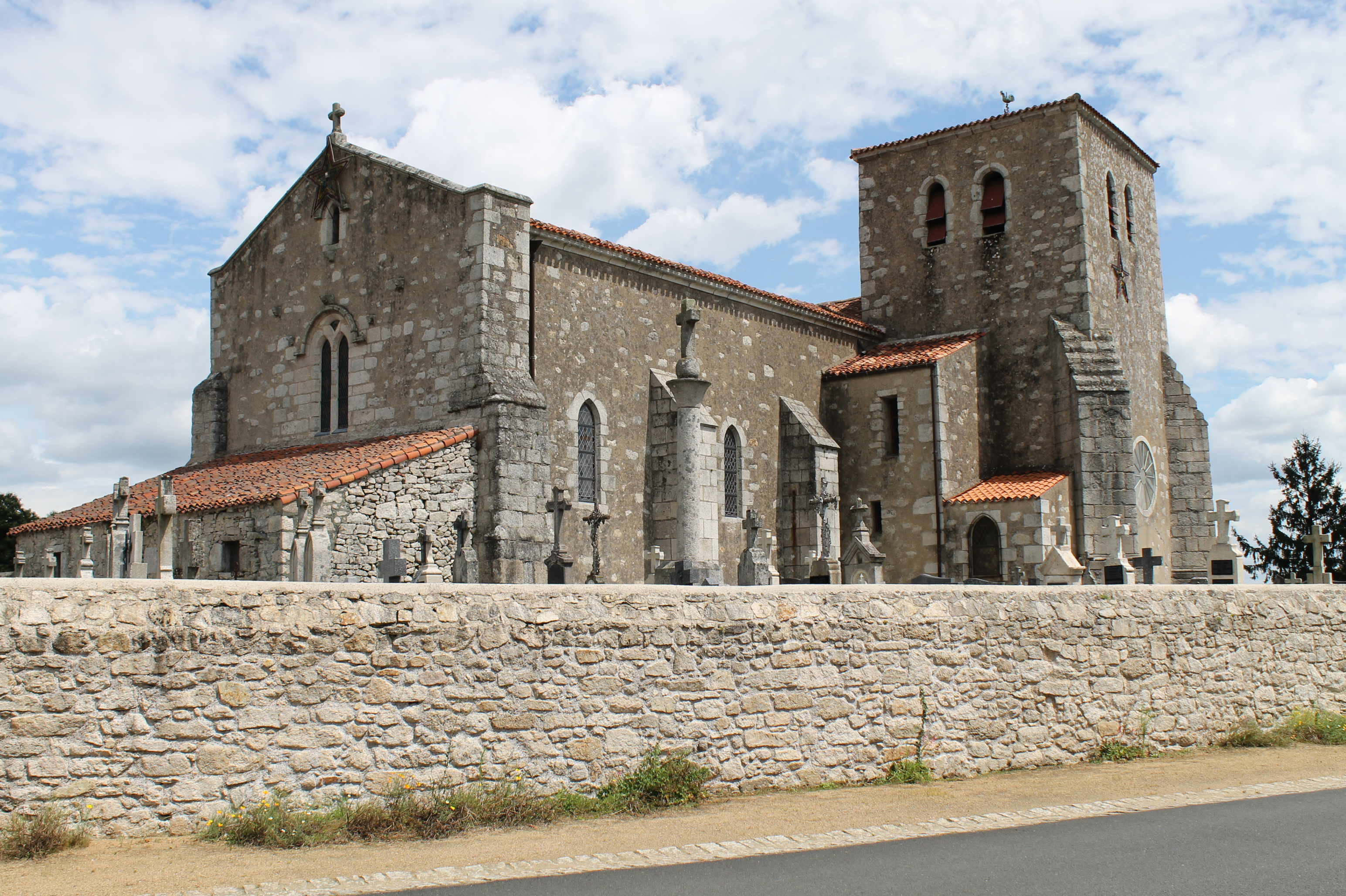
Kirche Notre-Dame-de-l'Assomption

- Burg Châteaumur (12. Jahrhundert)
- Kirche Notre-Dame-de-l'Assomption